# Боблях Андрій Ростиславович
Андрій Ростиславович Боблях (нар. 5 березня 1985 року в с. Кармелава Вільнюської області, Литва) — український шоумен та політичний діяч, народний депутат 9 скликання.

## Життєпис
У 1987 році його родина переїхала до села Зоря, Рівненська область. Закінчив Рівненський державний гуманітарний університет (спеціальність «Прикладна математика»). У 2013 році переїхав до Полтави.
Займався проведенням різноманітних свят: днів народжень, весіль, хрестин, корпоративів тощо. За його словами, всі свята він проводить виключно українською мовою.
Андрій Боблях був учасником телевізійних проєктів: «Розсміши коміка» та «Ліга сміху» в складі збірної Рівного та Полтави «Manhattan». Засновник творчої студії «Manhattan kids», один з засновників «Полтавської студентської Ліги Сміху», «Полтавської шкільної ліги сміху». Працює у студії «Doubleyou», яка об'єднує дві гумористичні студії Manhattan та СМТ.
Разом із дружиною виховує сина.

## Політична діяльність
У 2012 році балотувався у Верховну раду, як член СПУ. Його кандидатуру поставили на 146 місце у партійному списку.
У 2019 році висунутий кандидатом від партії «Слуга народу» на 145 виборчому окрузі (Київський район м. Полтава, Котелевський та Полтавський райони Полтавської області). На час виборів: фізична особа-підприємець, безпартійний. Проживає в Полтаві.
29 серпня 2019 р. набув депутатських повноважень.
Член Комітету Верховної Ради з питань гуманітарної та інформаційної політики. За даними видання "Українська правда" Входить до групи Коломойського..
22 липня 2025 року голосував за закон 12414, що обмежує Національне антикорупційне бюро України та Спеціалізовану антикорупційну прокуратуру. Цей закон викликає значний резонанс в українському суспільстві.